# Piraterie slave en mer Baltique
 (août 2025).

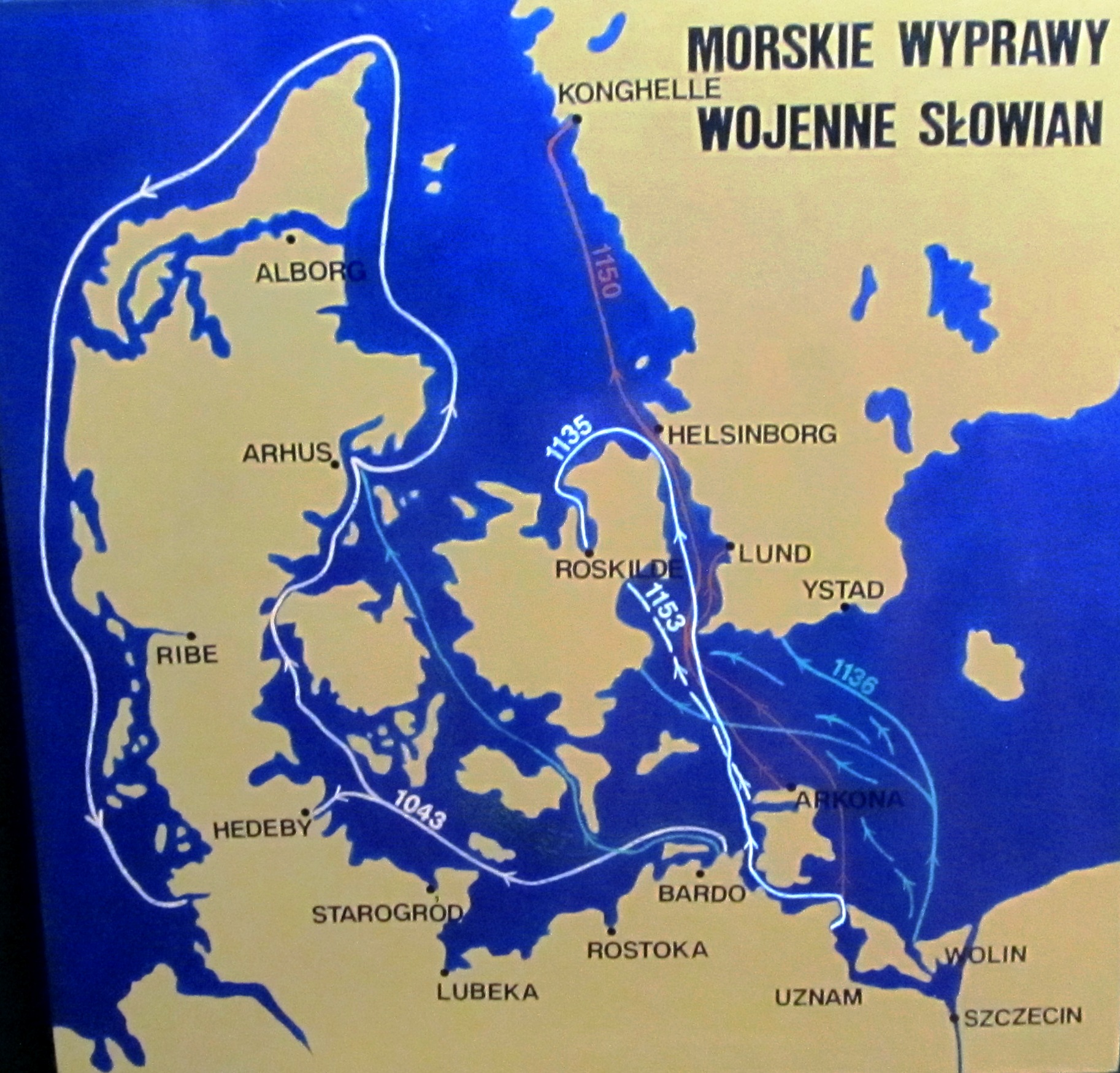
Carte des raids des pirates slaves sur le Danemark au XIIe siècle.

Dans la région de la mer Baltique ont sévi des groupes de pirates d'origine slave  entre le VIIIe et XIVe siècles. Certains considèrent la piraterie slave comme une sous-émanation de la piraterie des Vikings.
Les Slaves des rivages de la Baltique, dont l'agriculture n'était pas très développée au début du IXe siècle, avaient un besoin urgent de ressources car les terres cultivables et le bétail était rare. C'est pour cette raison que certains se tournèrent vers la piraterie.

## Histoire
Vers le IXe siècle, les Slaves ont croisé la route des Danois, menant à une série d'événements fatidiques. Les Slaves de la Baltique s'étaient déjà livrés à des activités de piraterie, tandis que les Danois considéraient que le commerce et la piraterie allaient de pair. Les Slaves baltiques, désireux de s'étendre, tentèrent de prendre le contrôle des rivières du Danemark pour dominer le commerce baltique. Les Danois s'y opposèrent, provoquant une guerre entre les deux groupes. Le déclin du pouvoir danois vers 1035 incita les Saxons à tenter leur chance également. Ce conflit sanglant dura jusqu'à la croisade des Wendes de 1147, qui mit fin à la campagne slave et scella la domination allemande sur le commerce wende.
Entre 1375 et 1398, la reine Marguerite de Danemark et les ducs de Mecklembourg tentèrent de rapprocher leurs pays, ce qui provoqua des activités de piraterie. Les deux pays utilisèrent la piraterie à leur avantage, chacun encourageant les pirates à attaquer l'autre. Cependant, la piraterie devint incontrôlable. Les marchands de la ligue hanséatique subirent de lourdes pertes, et malgré la prise de mesures pour réduire la piraterie, celle-ci persista. En 1384, Marguerite exigea que la province de Scanie soit placée sous son contrôle, ce qui provoqua une tension avec la Hanse. Marguerite prit possession de la province, rendant inutile son alliance avec les pirates, ce qui conduisit à la fin temporaire de la piraterie.

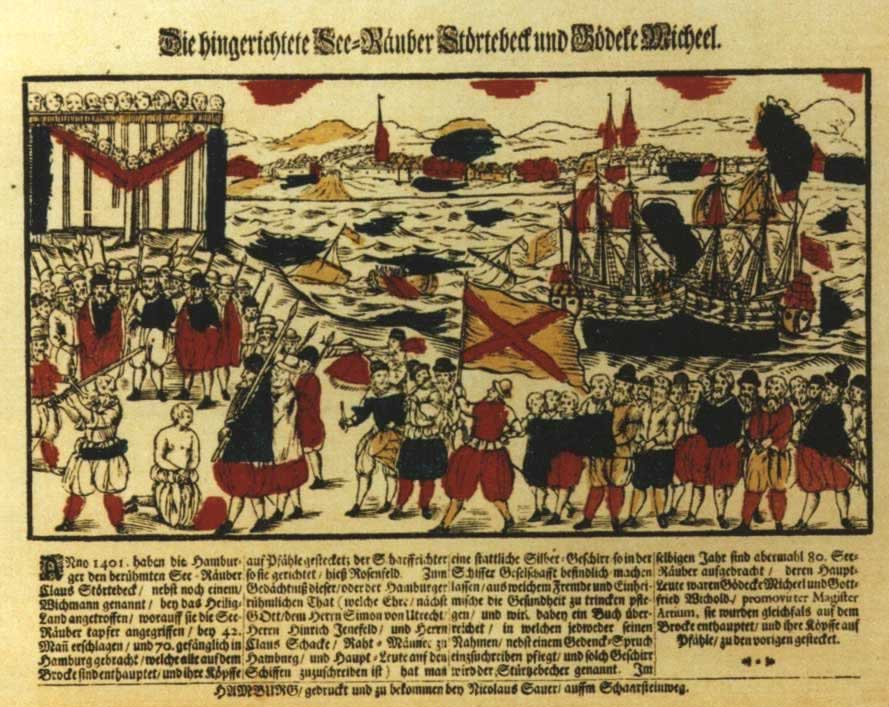
Exécution des frères des victuailles.

La piraterie refit surface en 1389 lorsque le Mecklembourg déclara la guerre au Danemark, plaçant les pirates, désormais connus sous le nom de Frère des victuailles, sous sa protection. Ils s'installèrent à Stockholm, Bornholm, et Gotland, adoptant le nom de Likendeeler (« partageurs égaux »). Malgré l'interdiction officielle de la piraterie en 1395, elle continua à prospérer, jusqu'à ce que le Grand Maître de Prusse, en 1398, lance une campagne contre les pirates. Gotland fut conquise et les pirates furent chassés de la mer Baltique, marquant la fin de leur domination dans la région.
En 1401, la flotte de Hambourg menée par Simon d'Utrecht (en) attaque Klaus Störtebeker près de Héligoland. Son allié Gödeke Michels est capturé puis exécuté, peu après Störtebeker, avec 80 de ses compagnons en 1402.